# قلعه لافت

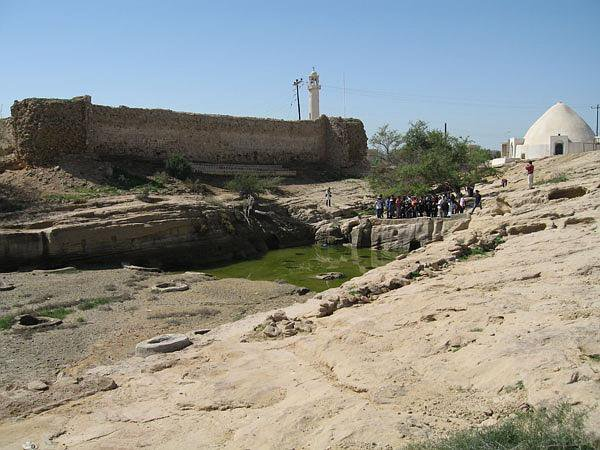
تصویری از قلعه لافت

 قلعه لافت یکی از آثار تاریخی روستای لافت واقع در بخش مرکزی شهرستان قشم و از نقاط دیدنی استان هرمزگان در جنوب ایران است.
این قلعه در انتهای تپه‌ای در جنوب روستای لافت قرار دارد
این قلعه، نقشه مربع شکل دارد و آثار چهار برج در آن دیده می‌شود. در ورودی قلعه رو به جنوب باز می‌شده‌است.
این قلعه توسط بومیان لافت ساخته شده‌است و شیوخ مثل عبدالشیخ المعینی انصاری و شیخ درویش المعینی انصاری و برخی از شیوخ قواسم در برهه از زمان در آن حکومت کرده آمد. در سال۱۸۰۹ این قلعه توسط ناو انگلیس به توپ بسته شد و این نبرد به جنگ قواسم معروف بود
این قلعه و دیوارهای بلند آن لافت را همچون نگینی دربرگرفته بودند. در طرف شمال شرق نیز خندق بزرگی حفر شده بود. همچنین قلعه دارای دروازه‌های بزرگی بود که رو به جنوب باز می‌شد و دیوارهای قلعه دارای پنج برج مربع شکل بوده و خود دیوارها دارای سوراخهای برای استفاده توپ بودند. دروازه‌های قلعه در زمان حکومت امامان مسقط بر جزیره و پس از اخراج آن‌ها توسط سلسله زندیان به مسقط پایتخت کنونی کشور عمان منتقل گردید.
توپ‌های باقی‌مانده در درون قلعه در زمان سلطنت رضاشاه از لافت به بندر کنگ منتقل شد و تنها توپ باقی‌مانده از آن زمان نیز در زمان ساخت بلوار ساحلی در زیر آن مدفون گردید. از پنج برج قلعه تنها ۳ برج سالم مانده‌است و از دیوارهای بلندی که دورادور لافت وجود داشته تنها قسمت کوچکی از آن باقی است که بین دو برج سالم در بلندای تپه موسوم به کوه شهر واقع می‌باشد.
قلعه و برج و دیوارها از ساروج و گچ ساخته شده‌اند و در قدیم صنعت ساروج‌سازی در خود لافت وجود داشته و گچ نیز از معادن گچ خمیر تأمین می‌شد. در خود دژ اصلی یک حلقه چاه هم وجود دارد یک خروجی اضطراری هم وجود داشته که به علت خاک ریزی که در گذشته انجام شده زیر خاک و خرابه‌ها مدفون گردیده‌است.
در اوایل انقلاب با خراب کردن دیوارها قلعه و اسکان چند ژنراتور برق لطمه شدیدی به این آثار باستانی وارد گردید. عوامل طبیعی نیز یکی در فرسایش این اثر تأثیر زیادی داشته‌است.